# Eugenio Geiringer

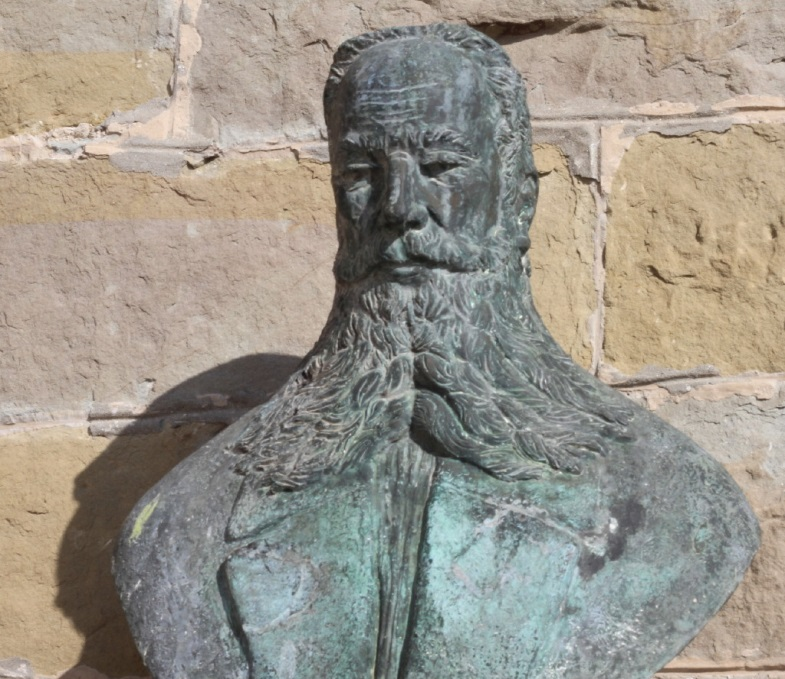
Büste Eugenio Geiringers

Eugenio Geiringer (* 25. Februar 1844 in Triest; † 18. November 1904 ebenda) war ein österreichischer Ingenieur und Architekt, der besonders für die Stadt Triest bedeutend war. Seine neoklassizistischen Bauten zeigen eine zur Zeit der österreich-ungarischen Donaumonarchie vorherrschende Stilrichtung.

## Leben
Eugenio Geiringer wurde als Sohn von Ruben Isach Robert Geiringer, gebürtig aus Gajary,  und Eva Morpurgo geboren, die einer alten Triestiner Bankiersfamilie entstammte, welche unter anderem Gründer der Versicherungsanstalt Generali war.
Nach der Grund- und Mittelschule besuchte Geiringer die Handels- und  Seefahrtsakademie von Triest (heutiges Istituto Nautico), die  von der österreichischen Kaiserin Maria Theresia 1774 gegründet worden war. Danach studierte er in Padua Mathematik, und 1864 wurde er Diplomingenieur.
Zunächst arbeitete er als Lehrer für technisches und industriemechanisches Zeichnen an der öffentlichen Realschule von Triest und wurde dann, von 1872 bis 1877, Bankdirektor an der Banca Triestina di Costruzioni sowie Vorsitzender des Ingenieurs- und Architektenverbandes.
1874 heiratete er Ortensia Luzzatti, mit der er sieben Kinder hatte. Einer seiner Söhne, Pietro (1886–1944), der mit seinem Vater Vorstandsmitglied der Versicherung Generali war, wurde, zusammen mit seiner Frau Francesca Vivante, im Konzentrationslager Auschwitz ermordet.
Geiringer war unter anderem Mitglied der Liberal-Nationalen Partei, Mitglied des Stadtrats und Abgeordneter der Provinz. In seiner Heimatstadt Triest hat er wesentlich zum Bau der „Tram von Opicina“ beigetragen, einer Straßenbahn, die heute noch streckenweise in Betrieb ist und mit einem besonderen Mechanismus ausgestattet ist, mit dem die Bahn die sehr steile Strecke nach Opicina hinauf bewältigen kann. Des Weiteren begann er die Arbeiten an der Eisenbahnlinie Triest–Wien, die quer durch die österreichischen Hohen Tauern führt, und beteiligte sich außerdem an mehreren Projekten zur Förderung des Eisenbahnnetzes in Istrien, Kärnten und Slowenien.
Eugenio Geiringer starb am 18. November 1904 in Triest.

## Bauwerke
Nach den Plänen des Architekten Giuseppe Bruni leitete Geiringer von 1872 bis 1877 die Arbeiten am Bau des Rathauses und des eleganten Hotel Vanoli (heute Grand Hotel Duchi d’Aosta) an der Piazza Grande (heute Piazza Unità).
1883 wurde  Geiringer von der Versicherungsanstalt Assicurazioni Generali mit dem Entwurf einer neuen Hauptniederlassung in via Cavour beauftragt. Zwischen den beiden Obelisken auf dem Dach des imposanten Gebäudes ist das Gründungsjahr (1831) der bekannten Versicherungsanstalt auch heute noch gut sichtbar. Durch eine Kolonnade am Eingang des Gebäudes gelangt man in eine große Halle mit einer spektakulären Freitreppe.

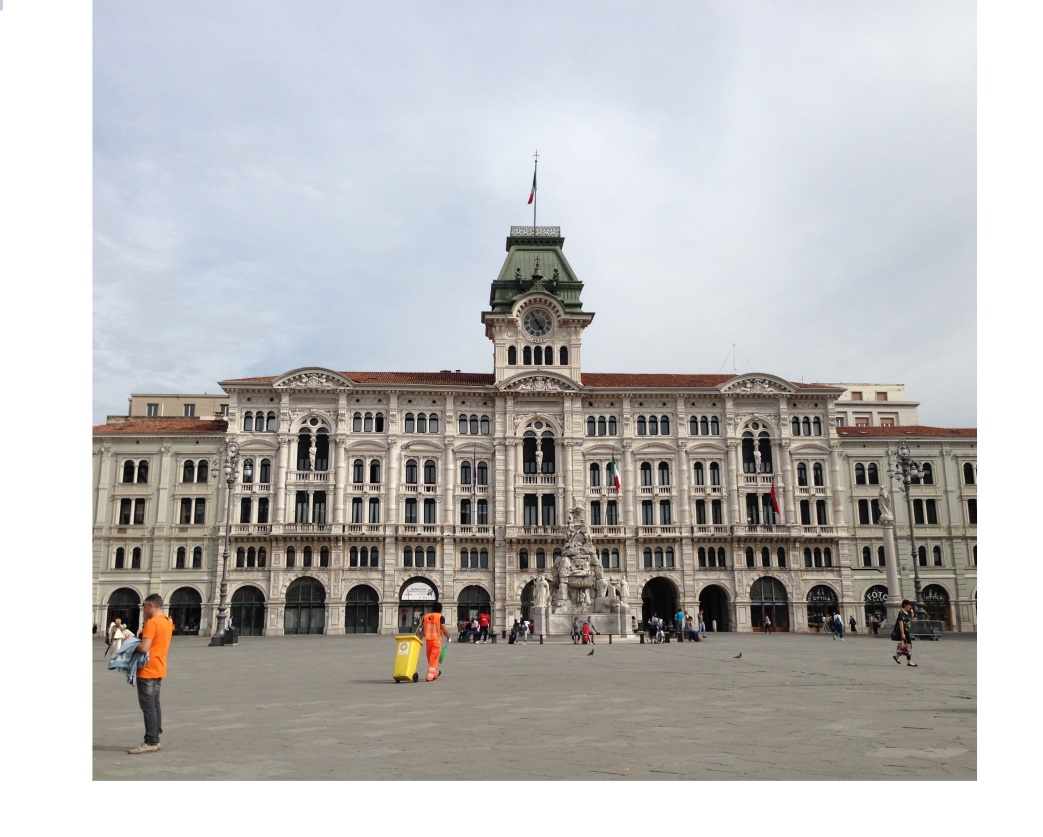
Rathaus von Triest
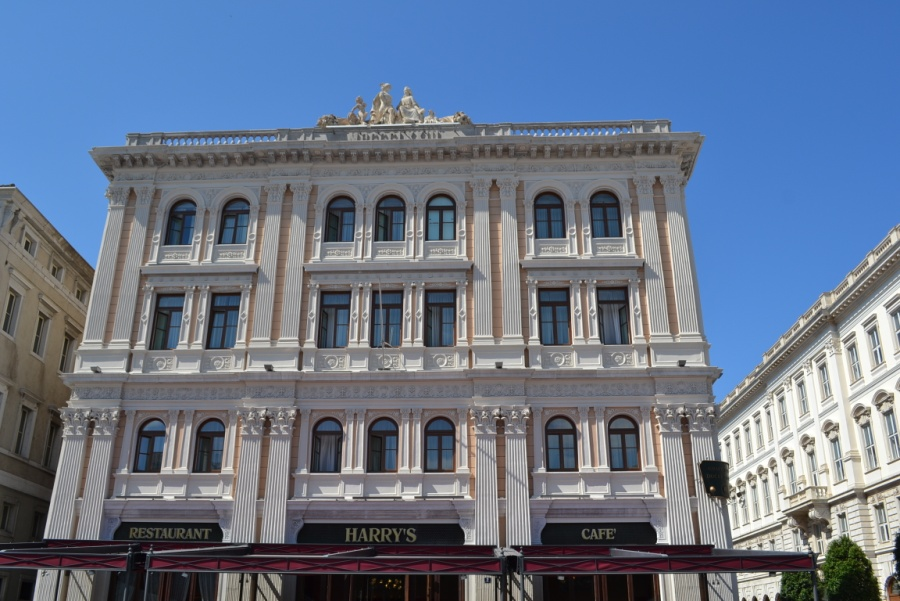
Hotel Duchi D´Aosta in Triest
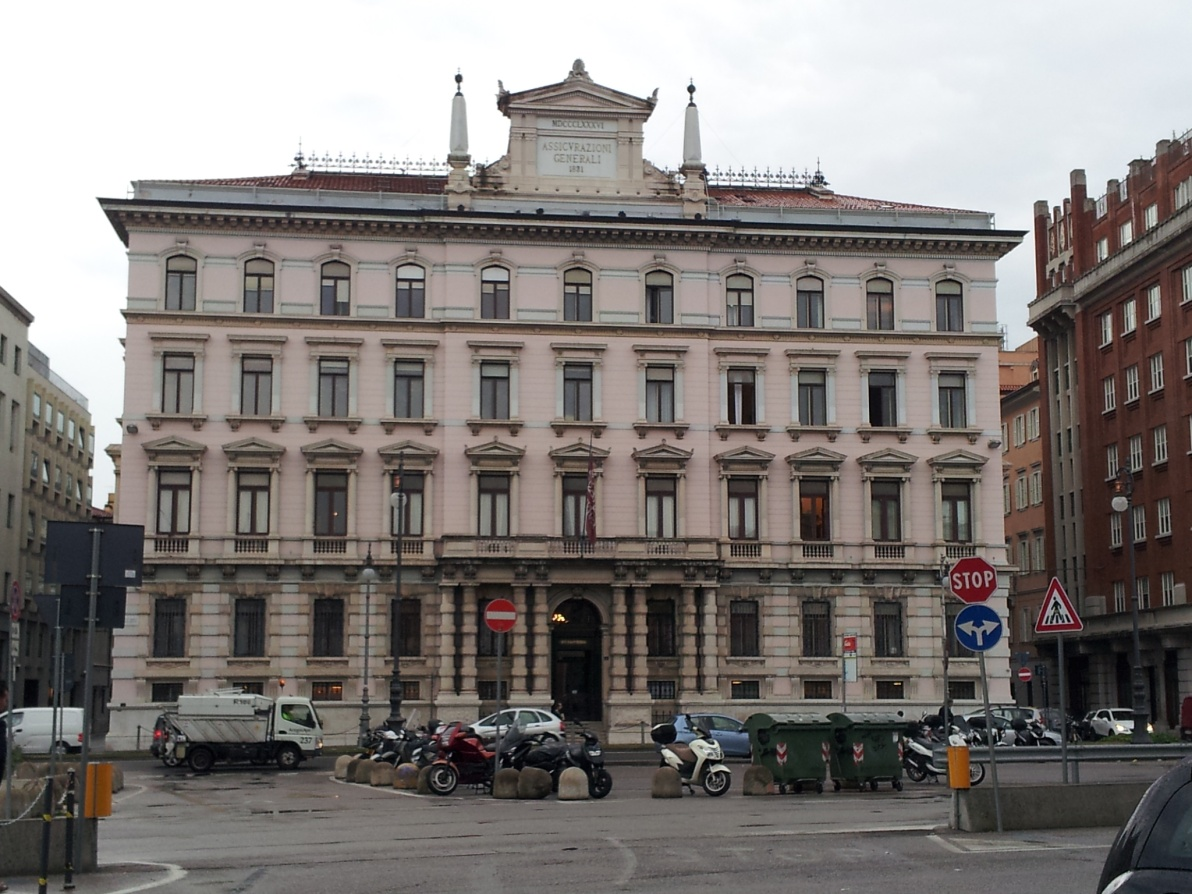
Versicherung Generali in Triest

Die schöne Villa Geiringer, die von der Höhe des Hügels Scorcola die gesamte Bucht von Triest beherrscht, wurde 1896 anstelle eines früheren Gebäudes erbaut. Während der Invasion jugoslawischer Truppen am Ende des Zweiten Weltkriegs fungierte das Castelletto („Schlösschen“) als Sitz des Generalkommandos der Alliierten. Laut Monsignor Antonio Santin (1895–1981) existierte zu jener Zeit ein unterirdischer Gang, durch den man von der Villa bis zum Militärkrankenhaus gelangen konnte. Heute ist die Villa Geiringer der Sitz der parifizierten Privatschule „European School of Trieste“.

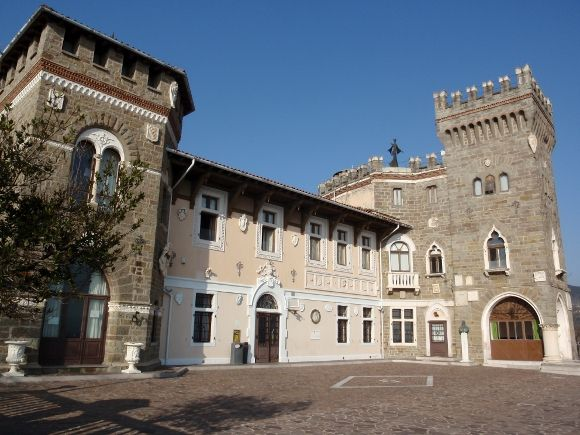
Villa Geiringer in Triest, heutige European School of Trieste
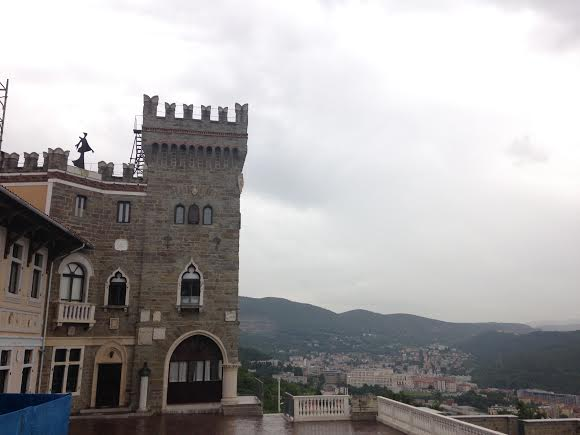
Villa Geiringer in Triest
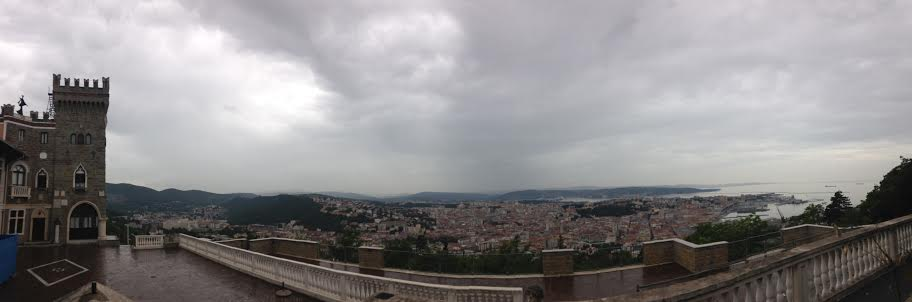
Villa Geiringer in Triest

Die Villa Fausta in Salita di Gretta 5, die im Jahr 1855 von Muzio Giuseppe Spirito de Tommasini (1794–1879) erbaut worden war, wurde vom Ingenieur Eugenio Geiringer vergrößert und dann von Livia Fausta Veneziani gekauft, die für einige Zeit mit ihrem Mann, dem Schriftsteller Italo Svevo (1861–1928), darin wohnte.
Das Castello Basevi, das einer mittelalterlichen Burg ähnelt, befindet sich in via Tiepolo 11 und gehörte anfänglich der Gräfin Diana. Es wurde 1895 von Giuseppe Basevi gekauft und noch im selben Jahr durch ein Erdbeben stark beschädigt. Das Gebäude wurde von Eugenio Geiringer vergrößert und 1898 an die österreich-ungarische Regierung verpachtet, die die Zentralanstalt für Meteorologie und Geodynamik darin einrichtete. Heute beherbergt die Villa das nationale Institut für Astrophysik von Triest.
Auch das neoklassizistische Gebäude der Banca d’Italia in via Cavour 141 wurde Anfang des  20. Jahrhunderts von Eugenio Geiringer in Zusammenarbeit mit dem österreich-ungarischen Architekten Müller erbaut.

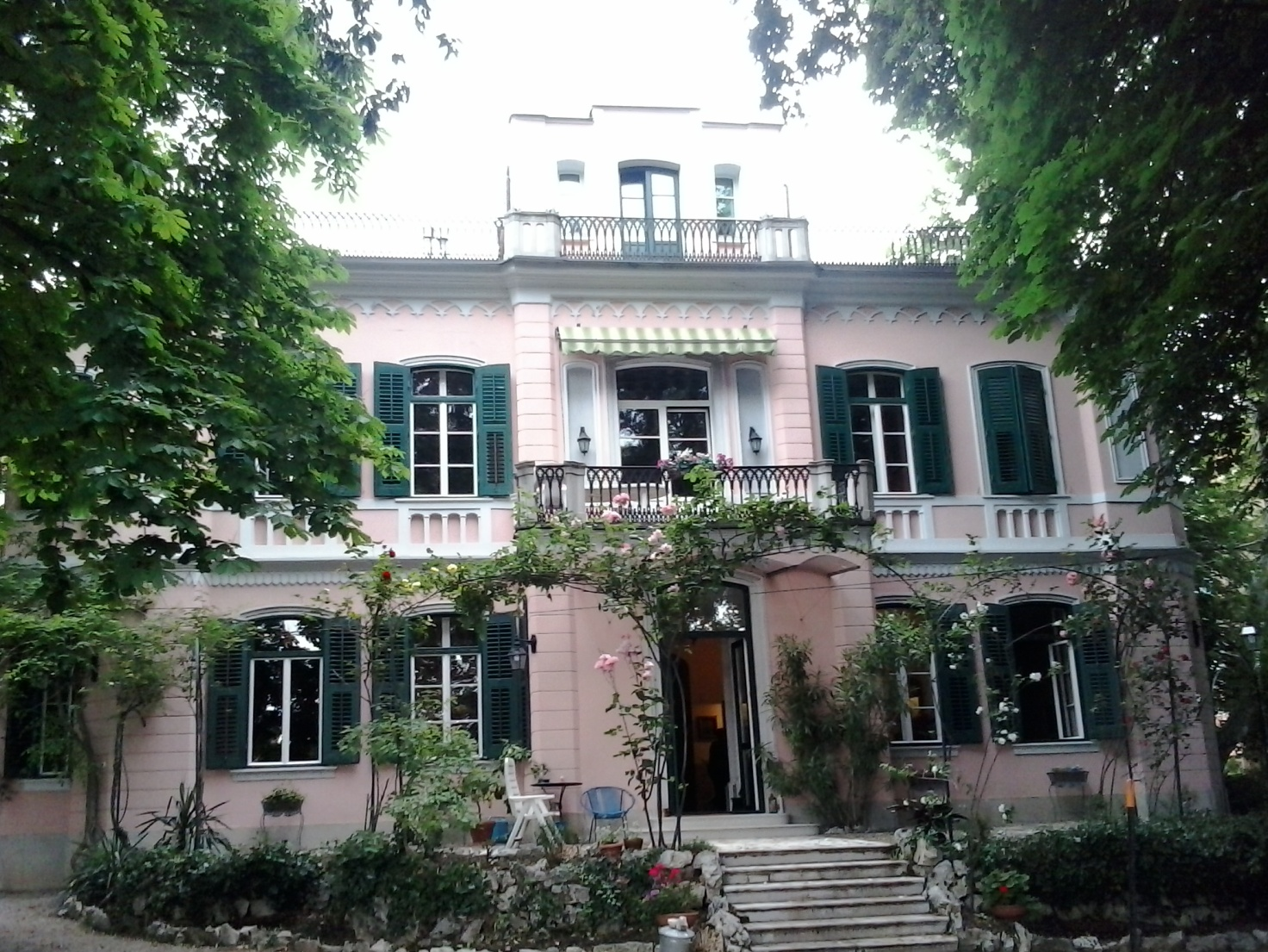
Villa Fausta in Triest
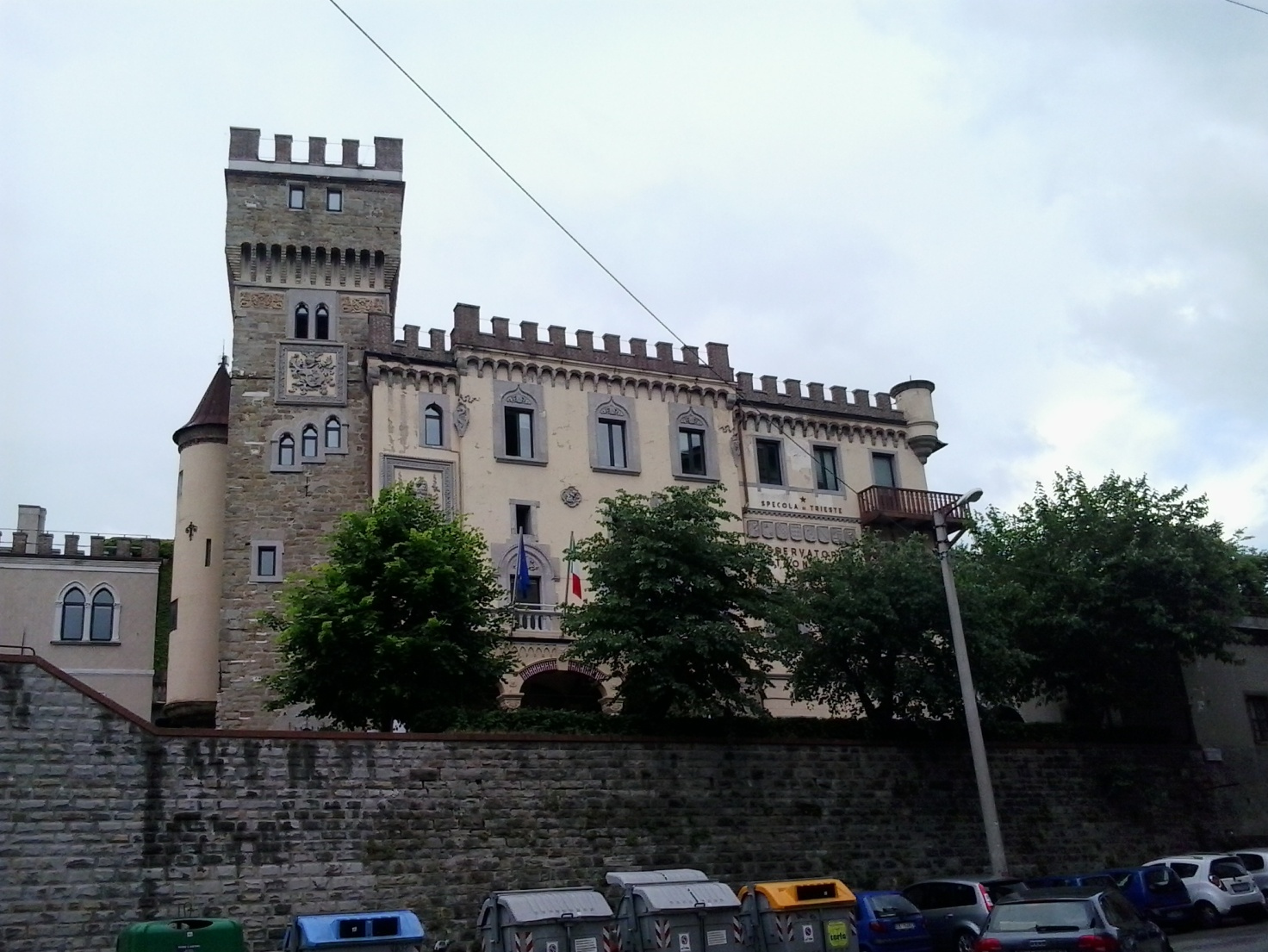
Nationales Institut für Astrophysik von Triest
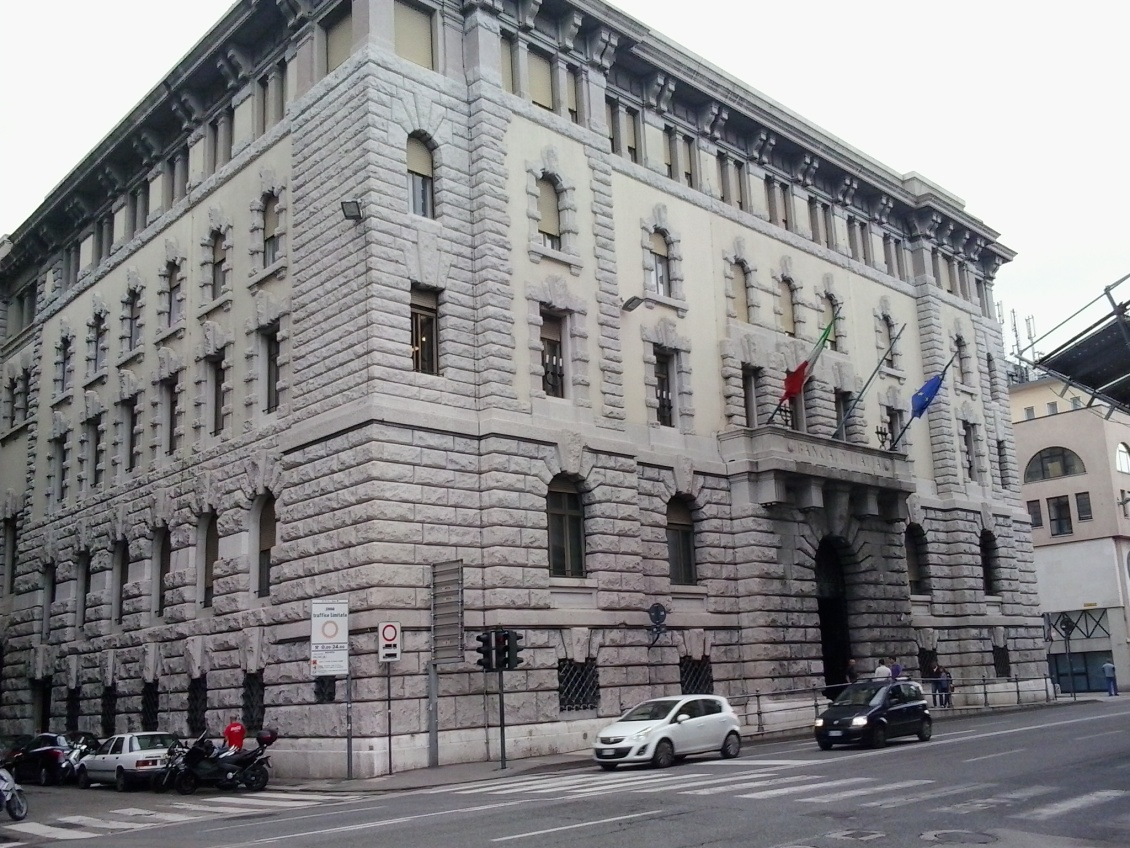
Sitz der Banca d'Italia von Triest